# Khalid Boulami
Khalid Boulami (ara. خالد بولامي) (Safi, Maroko, 7. kolovoza 1969.) je bivši marokanski dugoprugaš i osvajač olimpijske bronce u Atlanti 1996. Značajne rezultate ostvario je i na Svjetskim atletskim prvenstvima u Göteborgu i Ateni. Ondje je u utrkama na 5.000 metara bio srebrni.
16. srpnja 1997. je ostvario osobni rekord u utrci na 3.000 metara na atletskom mitingu u Nici (7:30.99) dok je 13. kolovoza 1997. stvoren osobni rekord na 5.000 metara u Zürichu (12:53.41).
Ima mlađeg brata Brahima Boulamija koji je također bio dugoprugaš.

## OI 1996.
| RANG | IME ATLETIČARA    | FINALE   | POLUFINALE | HEAT     |
| ---- | ----------------- | -------- | ---------- | -------- |
|      | Vénuste Niyongabo | 13:07.96 | 14:03.48   | 13:54.53 |
|      | Paul Bitok        | 13:08.16 | 13:27.61   | 13:54.45 |
|      | Khalid Boulami    | 13:08.37 | 13:29.72   | 13:54.72 |